# آي أو إس 8
آي أو إس 8 (بالإنجليزية: iOS 8)‏ هو الإصدار الأجدد في عائلة آي أو إس والذي جاء بتغير شامل في التصميم وهذا ما لم يعهده المستخدمين. أيضا أتى النظام بالعديد من المزايا الأخرى التي كانت منتظره وأهمها مركز التحكم. تم إطلاق آخر نسخة للمطورين بتاريخ 9 سبتمبر 2014، أُطلق الإصدار في يوم 17 سبتمبر 2014.